# Цемент магнезіальний
Цемент магнезіальний (рос. цемент магнезиальный; англ. magnesia cement; нім. Soreizement m) — у будівельній справі — повітряна в'яжуча речовина, яка утворює неводостійкий штучний камінь, однак у контакті з сольовими породами, що містять магній, і за відсутності пластових вод характеризується значно більшою стійкістю, ніж інші мінеральні цементи. Застосовується для кріплення і ремонту нафтових і газових свердловин.